# Skarb Państwa
Skarb Państwa – w Polsce osoba prawna uosabiająca państwo jako podmiot prawa cywilnego, z wyłączeniem mienia pozostającego we władaniu innych osób prawnych prawa publicznego (m.in. funduszów celowych, przedsiębiorstw i banków państwowych, jednostek samorządu terytorialnego, samorządowych osób prawnych). Jako osoba prawna w obrocie prawnym jest równouprawniona z innymi osobami prawnymi i fizycznymi (w przeciwieństwie do uprawnień władczych państwa).

## Opis
Skarb Państwa w zakresie ochrony majątku i interesów reprezentowany jest przez Prokuratorię Generalną, a w zakresie gospodarowania mieniem państwowym i prywatyzacji, przez podmioty określone w ustawie z dnia 16 grudnia 2016 o zasadach zarządzania mieniem państwowym. Istnieją także wyodrębnione agencje wykonawcze gospodarujące mieniem Skarbu Państwa (m.in. Agencja Mienia Wojskowego, Krajowy Ośrodek Wsparcia Rolnictwa). Skarb Państwa zasadniczo nie ponosi odpowiedzialności za zobowiązania przedsiębiorstw państwowych i innych państwowych osób prawnych, jak również jednostek samorządu terytorialnego i samorządowych osób prawnych, jednak odrębne przepisy mogą w tym względzie stanowić inaczej. Z kolei państwowe osoby prawne oraz jednostki samorządu terytorialnego i samorządowe osoby prawne nigdy nie ponoszą odpowiedzialności za zobowiązania Skarbu Państwa.

## Historia
W Polsce rozdzielenie skarbu królewskiego i publicznego nastąpiło w 1590. Majątek państwa może być zarządzany przez odrębną instytucję lub reprezentowany przez różnych urzędników.
Zgodnie z art. 2 ust. 1 uchylonej ustawy o zasadach wykonywania uprawnień przysługujących Skarbowi Państwa, minister właściwy do spraw Skarbu Państwa przygotowywał i przedkładał Radzie Ministrów oraz, z jej upoważnienia, Sejmowi coroczne sprawozdania o stanie mienia Skarbu Państwa oraz o ekonomicznych, finansowych i społecznych skutkach prywatyzacji. Dokument był publikowany przez Sejm w postaci druku sejmowego. Od 2017 r. na podstawie art. 43 ustawy o zasadach zarządzania mieniem państwowym Prezes Prokuratorii Generalnej Rzeczypospolitej Polskiej przedstawia natomiast Sejmowi sprawozdania o stanie mienia Skarbu Państwa.